# جوليس باوتشر
جوليس باوتشر (بالفرنسية: Jules-Théophile Boucher)‏ (و. 1847 – 1924 م) هو ممثل، من فرنسا، ولد في تروا، توفي في الدائرة الرابعة في باريس، عن عمر يناهز 77 عاماً.

## مناصب
تولى منصب شريك في المسرح الوطني الفرنسي ‏.